# Bactrocera romigae
Bactrocera romigae är en tvåvingeart som först beskrevs av Drew och Albany Hancock 1981.  Bactrocera romigae ingår i släktet Bactrocera och familjen borrflugor. Inga underarter finns listade.